# Baranyay Ferenc (táblabíró)
Baranyay Ferenc (1753 körül – Esztergom, 1823. október 20.) táblabíró.

## Élete
Esztergom és több megyék táblabírója, a verebélyi és szentgyörgyi érseki szék ülnöke volt.

## Művei
- Ns. Esztergom város polgártársaihoz intéztetett buzdító beszéd... Buda, 1820. (Ugyanez németül is.)
- Carmen cels. princ. Alex. Rudnay archiepiscopo Strigoniensi… designato munera sua auspicatissime capessenti devotum. Strigonii, 1820.
- Disquisitio notitiarum antiquarum liberae regiaeque civitatis Strigoniensis et arcis archi-episcopalis nominis ejusdem. Pesthini, 1820. (Ism. Tudom. Gyűjt. 1821. VIII. 90.)
- Az esztergomi vár iránt kifejthetendő régiségeknek újra felvett nemre tétele Y. álorczás támadásai ellen. Irta saját védelmére. Pest, 1823.